# Iskriwka (Oleksandrija)
Iskriwka (ukrainisch Іскрівка; russisch Искровка Iskrowka) ist ein Dorf im Osten der ukrainischen Oblast Kirowohrad mit etwa 1000 Einwohnern (1. April 2013).

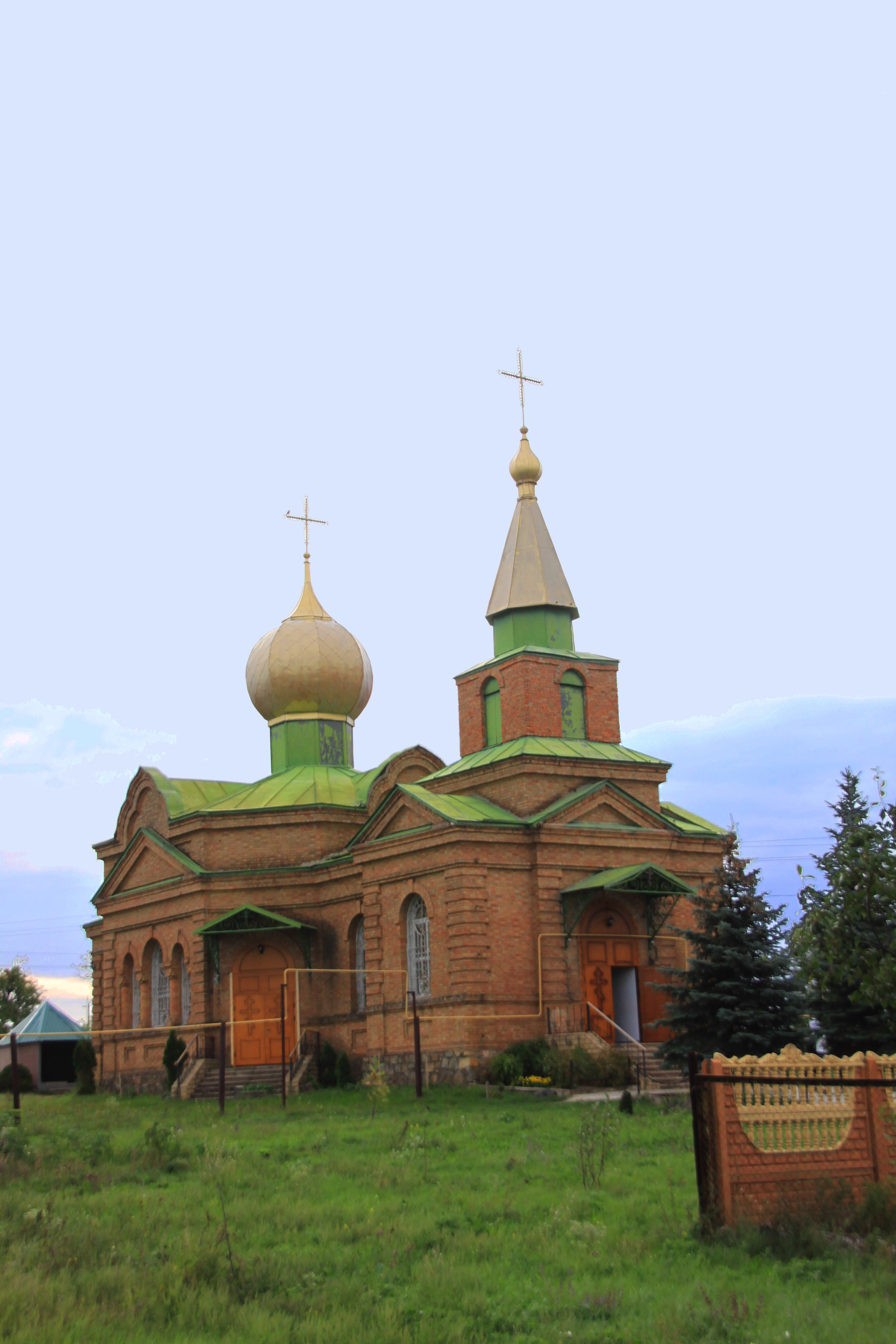
Orthodoxe Kirche in Iskriwka (2012)

Am 12. Juni 2020 wurde das Dorf ein Teil der neugegründeten Siedlungsgemeinde Petrowe, bis dahin bildete es zusammen mit dem Dorf Nowofedoriwka (ukrainisch Новофедорівка) die gleichnamige Landratsgemeinde Iskriwka (Іскрівська сільська рада/Iskriwska silska rada) im Süden des Rajons Petrowe.
Am 17. Juli 2020 kam es im Zuge einer großen Rajonsreform zum Anschluss des Rajonsgebietes an den Rajon Oleksandrija.

## Geographie
Das Dorf liegt 28 km südlich des ehemaligen Rajonzentrum Petrowe am Inhulez und der Mündung der Schowta in diesen. Der Inhulez ist nördlich des Dorfes zum nach dem Dorf benannten Iskriwka-Stausee angestaut.
Im Süden grenzt das Gemeindegebiet an den zur Oblast Dnipropetrowsk gehörenden Rajon Krywyj Rih, dessen Zentrum Krywyj Rih 59 km südlich des Dorfes liegt. Die nächstgelegene Stadt ist Schowti Wody 21 km nordöstlich von Iskriwka.

## Demographie
Istriwka hatte 1989 1200 und bei der Volkszählung im Jahr 2001 1137 Einwohner.